# Alcis nubeculosa
Alcis nubeculosa là một loài bướm đêm trong họ Geometridae.

## Hình ảnh

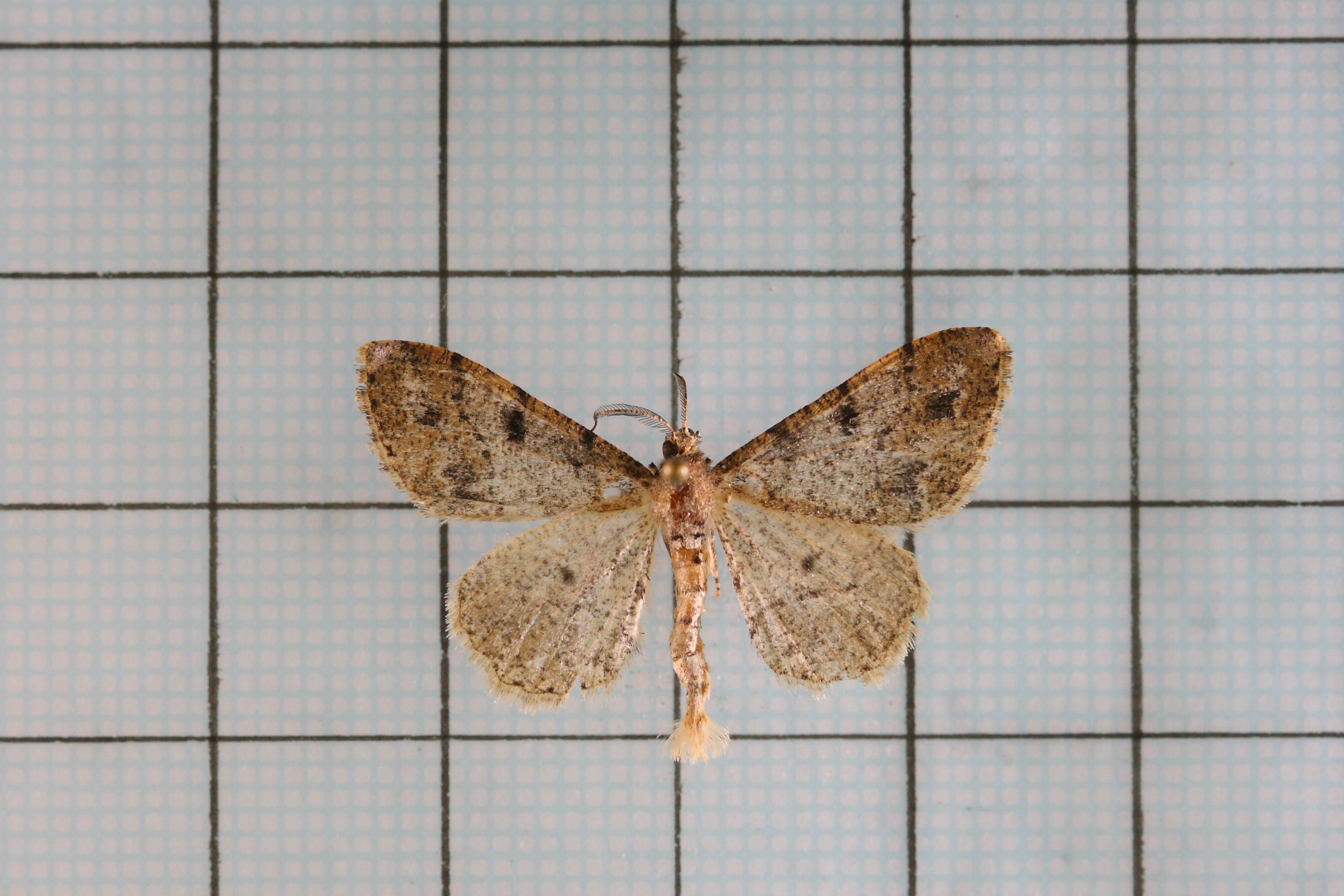